# Grimoldi
Grimoldi es una empresa argentina de calzado creada en 1895.

## Fundación
Grimoldi comenzó su actividad en 1895 como una fábrica de calzado bajo la denominación “Grissetti y Grimoldi”, que en 1906 se denominó “Grimoldi Hermanos” y en 1946 cambió a “Alberto Grimoldi Fabricación de Calzados S.A.”. El 26 de enero de 1946 se constituyó en Capital Federal "Alberto Grimoldi Fabricación de Calzados S.A.", y el 13 de marzo de 1985, se fusionó por absorción con “Grimoldi la Marca del Medio Punto S.A.”, la primera como sociedad absorbente y la segunda como sociedad absorbida, dando como resultado la sociedad de nombre “Grimoldi S.A.”. 

## Historia
Durante la primera mitad del siglo XX la compañía creció hasta transformarse en una de las empresas de fabricación y venta de calzado más importante de Sud América. Eran las décadas en que la República Argentina crecía a altas tasas y su economía era la más importante de la región. Durante ese período la empresa creció mediante la adquisición de tecnología en maquinaria de calzado, se integró con curtiembres propias y asociadas, produjo sus propias hormas y desarrolló una cadena de comercios minoristas en Argentina y la República Oriental del Uruguay.
Incorporó tecnologías novedosas para su época, tales como la fabricación por medio punto que llevó a que su nombre tuviese como extensión “la marca del medio punto”, así también como la vulcanización directa de fondos de goma al cuero, que hacían de “Gomycuer” un calzado cómodo y durable aún en las peores condiciones de uso. 
Fue pionera en acuerdos con firmas internacionales tales como Bally de Suiza y United States Shoe Corp. Durante décadas produjo cientos de miles de pares con marcas tales como Joyce, Selby Shoes, Mademoiselle, etc. 
En la década de 1980, afectada por los vaivenes macroeconómicos sufridos por el país, la compañía se encontró en dificultades financieras, lo que motivó que en 1988 Alberto Luis Grimoldi regresara a la compañía, redefiniendo la estrategia comercial y modernizando la hasta entonces empresa familiar. Puso énfasis en el desarrollo de productos con diseño y tecnología, en la adopción de marcas internacionales con características diferenciales, en la expansión de la reconocida cadena de locales Grimoldi, y en la contratación de profesionales jóvenes y capaces. En 1992 y 1993 la compañía llevó a cabo sendas ofertas públicas de acciones con el objetivo de financiar sus planes de expansión. Los productos ya no llevaban las marcas Gomycuer o Grimoldi, sino marcas internacionales, fundamentalmente Hush Puppies y Kickers. Grimoldi, sinónimo de calzado en la mente de una gran porción de los habitantes de la Argentina, volvió a experimentar un período de alto crecimiento. Entre 1992 y 1998 las ventas de la compañía crecieron de 30,1 millones de pesos a 74,3 millones de pesos. 
La recesión que comenzó en 1998 y llevó al país a la mayor crisis económica de su historia repercutió en la compañía, cuyas ventas pasaron a ser 42 millones de pesos en 2001. No obstante, mientras otras empresas de calzado e indumentaria se declararon en concurso preventivo de acreedores o directamente les fue decretada su quiebra, Grimoldi defendió su posición estratégica frente al ingreso de competidores internacionales y cumplió con sus obligaciones comerciales, financieras y fiscales. Eso puso a la compañía en posición de aprovechar el ciclo de fuerte crecimiento que se dio en los años posteriores. Entre 2002 y 2008 las ventas de la compañía pasaron de 56 millones de pesos a 258 millones de pesos. Esto se traduce en un crecimiento anual promedio de aproximadamente 29%. 
De acuerdo a lo establecido en sus estatutos, Grimoldi tiene por objeto social dedicarse por cuenta propia o de terceros o asociada a terceros, a: (a) la comercialización, industrialización y fabricación de calzados y de artículos de cuero, textiles y otros de vestimenta o indumentaria masculina o femenina en general; y (b) la compra, venta, importación y exportación de bienes, mercaderías y materias primas relacionadas con su objeto social. 
Es una de las pocas empresas nacionales de más de 100 años que han sobrevivido los distintos vaivenes macroeconómicos del país y se mantienen en manos locales.

## Marcas comercializadas
Grimoldi pasó de ser una marca de calzado para convertirse en una marca de locales alcanzando 77 sucursales en todo el país. Comercializa en estos las marcas internacionales Hush Puppies, Kickers, Timberland, Dr. Martens, Merrell, Vans y Caterpillar; y las marcas nacionales American Pie, Stitching, Grims, y Gaturro. Es fabricante y único importador de todas estas.
También cuenta con la licencia de importación y comercialización de las marcas The North Face y Vans en Argentina.